# أوزيبيو كينو
أوزيبيو كينو (و. 1645 – 1711 م) هو مستكشف، ورسام الخرائط، وعالم فلك، وكاتب 
توفي عن عمر يناهز 66 عاماً.

## روابط خارجية
- أوزيبيو كينو على موقع الموسوعة البريطانية (الإنجليزية)
- أوزيبيو كينو على موقع إن إن دي بي (الإنجليزية)